# Assassino Virtual
Assassino Virtual (Virtuosity) é um filme norte-americano de suspense, ficção científica e acção realizado por Brett Leonard em 1995.
A banda sonora é de Christopher Young.

## Sinopse
Em 1999, SID 6.7 (Russell Crowe), por defeito de programação, torna-se um robô assassino e dá início a um massacre em Los Angeles. Tendo em vista a ameaça do robô assassino, o tenente da polícia Parker Barnes (Denzel Washington) tem a dura missão de neutralizar o robô SID 6.7, contando com a ajuda da Madison Carter (Kelly Lynch).